# 寺田登
寺田登（日语：／ Terada Noboru，1917年11月25日—1986年9月26日），日本游泳运动员，擅长自由泳。他在1936年夏季奥运会上赢得了男子1500米自由泳金牌。1994年，他入选了国际游泳名人堂。